# Lancel/Maat
Lancel/Maat is een kunstenaarsduo bestaande uit kunstenaars en onderzoekers Karen Lancel en Hermen Maat. Zij zijn werkzaam in het gebied van (interactieve) performance, video- en installatie-mediakunst. Hun werk is onder andere te zien (geweest) in het Rijksmuseum, het Centrum voor Kunst en Media in Karlsruhe en het Nationaal Museum van China. In 2019 werd hun werk Kissing Data Symphony genomineerd voor een Gouden Kalf. In het werk van Lancel/Maat speelt de samenkomst van sociale interacties en moderne technologie een grote rol. Voor hun werk maken Lancel/Maat vaak gebruik van diverse technologieën en van het publiek.

## Achtergrond
Lancel studeerde schilderen aan de Gerrit Rietveld Academie Amsterdam (1984–1988) en media performance kunst aan de MA DasArts Amsterdam (1998–2002); van 2009 tot 2011 was ze verbonden aan de onderzoeksgroep ARTI-AHK lectoraat en is PhD onderzoeker aan de TU Delft bij het Participatory Systems Lab. Maat studeerde audiovisuele kunst aan de Gerrit Rietveld Academie Amsterdam (1985–1991), Jan van Eijck Academie Maastricht (1994–1995) en MA Sandberg Instituut Amsterdam (2009). Zowel Lancel als Maat doceren BA/MA media studies en artistiek research, onder andere aan de Minerva Academie Groningen. Lancel en Maat werken sinds 1995 samen als kunstenaarsduo.

## Werk en thema's

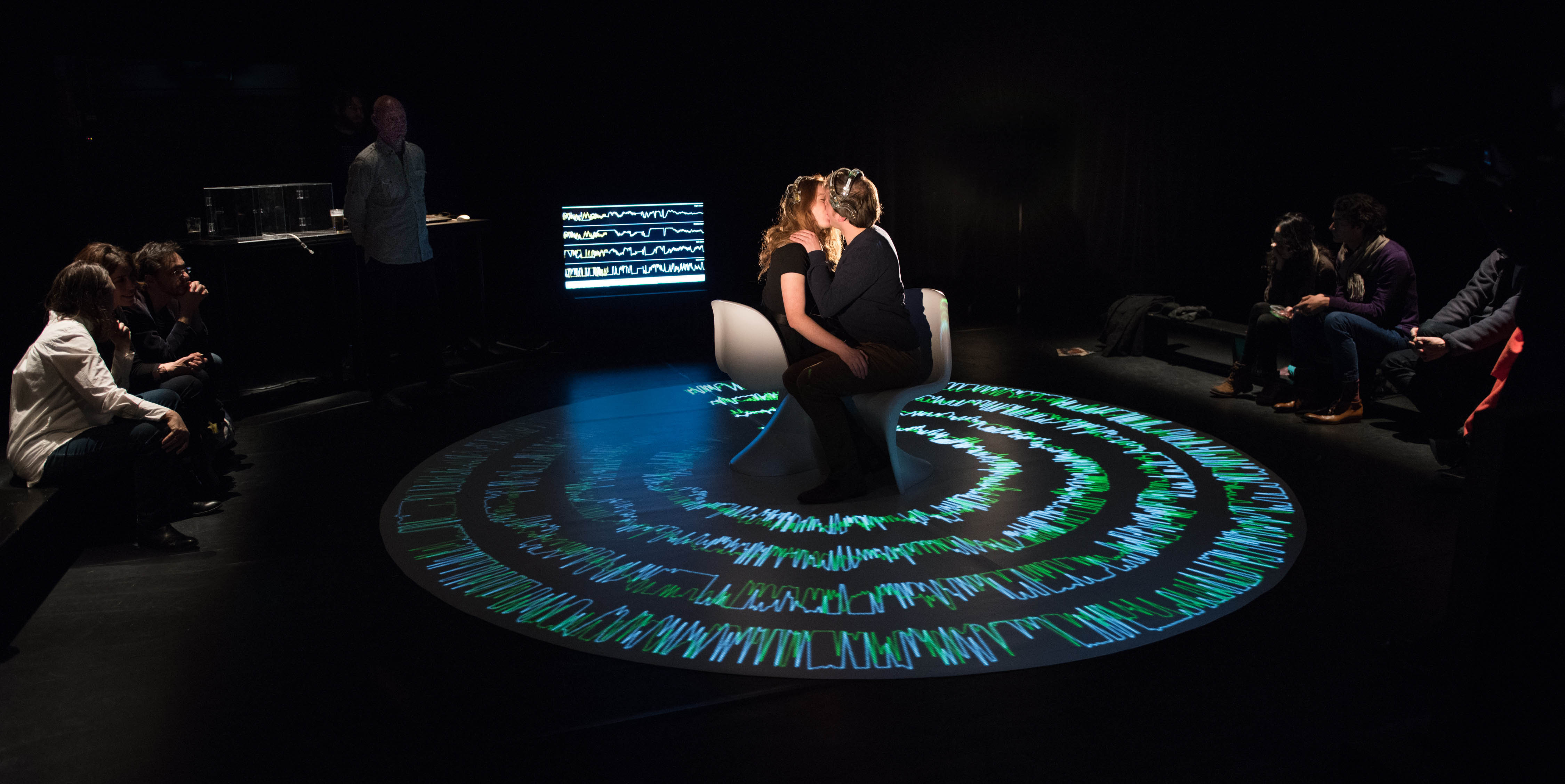
Beeld uit Kissing Data Symphony

Enkele hoofdthema's in het werk van Lancel/Maat zijn intimiteit, isolatie, privacy en sociale systemen in een 'gemediatiseerde' samenleving. Hun werk combineert vaak kunst met wetenschap om deze thema's te onderzoeken. Lancel en Maat doen ook onderzoek naar biometrische AI controle technologieën, zoals gezichtsherkenningstechnologie en neurale netwerken. Naar eigen zeggen reflecteren ze kritisch op de 'huidige politieke, commercieel gekaderde datarepresentaties en interpretatie van onze belichaamde ervaring en intieme verbindingen'. Interactie met het publiek speelt bij de werken van Lancel/Maat een belangrijke rol; het publiek doet vaak mee als mede-onderzoeker. Onderdeel hiervan zijn de ontmoetingsplekken voor het publiek die bij de installaties van het duo horen en die in hun eigen woorden als 'artistiek sociaal lab' fungeren waar het publiek kan deelnemen aan 'gemedieerde sociale aanraakrituelen'.
In het werk Kissing Data Symphony (2018–2019) worden bijvoorbeeld hersengolven van kussende bezoekers gemeten. Deze metingen worden vervolgens op de grond om de kussers heen geprojecteerd en kunnen als kunstwerk worden afgedrukt. Het werk moet volgens Lancel en Maat de vraag onderzoeken of een kus online gedeeld kan worden en of een kus en het bijbehorende gevoel kunnen worden gemeten. In Saving Face (2011–2012) kunnen bezoekers hun gezicht scannen door het aan te raken, waarna hun scan wordt samengevoegd met die van eerdere bezoekers om zo een internationale digitale ontmoeting te kunnen creëren.

## Werken (selectie)
- Kissing Data Symphony (2014–2023)
- TouchMyTouch.net (2021–2023)
- Saving Face (2011–2020)
- Empathy Ecologies (2020)
- Tele_Trust (2009–2017)
- StalkShow (2003–2008)
- Agora Phobia (Digitalis) (2000–-2009)
- Paranoid Panopticum (2000–2009)

## Collecties
Werk van Lancel/Maat is onder andere opgenomen in de volgende collecties:
- Media Kunst Museum ZKM Karlsruhe
- LI-MA Digital Art Canon
- KPN Telecommunication Netherlands
- IASPIS Stockholm

## Prijzen
- 2019: Wu Guanzhong Art Science Innovation Award 2019 door het Nationaal Museum van China
- 2019: Nominatie Gouden Kalf Nederlands Film Festival Interactive voor Kissing Data Symphony
- 2018: Global Art & AI Competition Award GAAC van de Tsinghua University Beijing
- 2017: European Programm Horizon 2020 - Award van de BrainHack Science Gallery Dublin
- 2012: Best Practice Award door Virtueel Platform voor Saving Face
- 2011: Best Practice Award door Virtueel Platform voor Tele_Trust_Lab
- 2002: Intermedium 2 preis ZKM nominatie voor Paranoid Panopticum.